# Semicassis sophia
Semicassis sophia is een slakkensoort uit de familie van de Cassidae. De wetenschappelijke naam van de soort is voor het eerst geldig gepubliceerd in 1872 door Brazier.